# Bob McNair

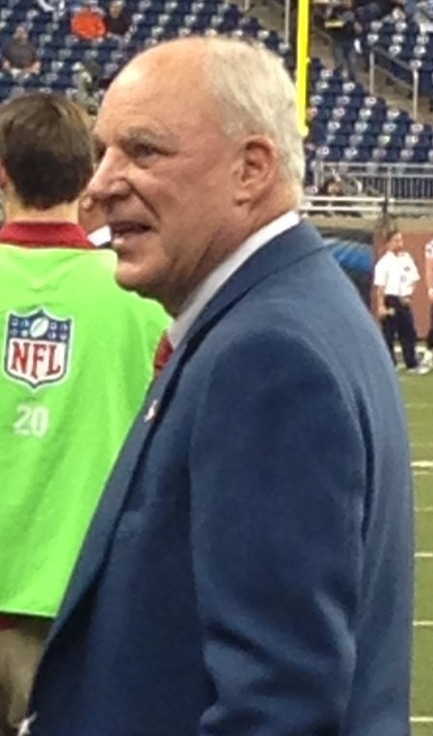
Bob McNair, 2012

Robert „Bob“ C. McNair (geboren am 1. Januar 1937 in Tampa, Florida; gestorben am 23. November 2018 in Houston, Texas) war ein amerikanischer Unternehmer und Eigentümer der NFL-Franchise Houston Texans.

## Leben
McNair wuchs in Forest City, North Carolina in einer Mittelklasse-Familie auf. Sein Vater Ruse Foster McNair arbeitete in einer Lebensmittelfabrik. Aus dessen Ehe mit Ruth Adair McNair entstammten noch zwei weitere Söhne. Während seiner Zeit an der Cool Springs High School war er im Sport-Team. Nach Abschluss der Schule erhielt er ein Angebot für das Baseball-Team der Chicago Cubs zu spielen. Er lehnte jedoch ab und begann 1954 ein Studium an der University of South Carolina in Columbia (South Carolina). Dort war er zunächst im Basketball-Team aktiv. Als er merkte, dass er den Sport nicht auf einem professionellen Level spielen konnte, gab er diesen auf. Er begann mit einem Studium des Bauingenieurwesen, wechselte aber später zu den freien Künsten. 1958 erlangte er den Abschluss als Bachelor of Science in Psychologie. Während seines Studiums finanzierte er sich mit verschiedenen Gelegenheitsjobs. Er war Studentenvertreter und Rettungsschwimmer in Myrtle Beach. In seinem ersten Studienjahr lernte er seine Frau Janice Suber kennen, diese studierte am Columbia College. Das Paar heiratete am 18. April 1957.
Nach dem Studium begann er eine Tätigkeit im Auto-Leasing-Unternehmen eines Freundes in Charlotte (South Carolina). Dieses ging jedoch fünf Monate später darauf bankrott. 1960 zog die Familie nach Houston, Texas. Dort gründete er ein Leasing-Unternehmen für Autos, LKW und Ausrüstung. Anfang der 1980er kam es zu einer Deregulierung des Transportbereiches. Der damit verbundene ruinöse Wettbewerb zehrte seine Reserven auf und er musste für das Unternehmen Konkurs anmelden.
1983 gründete er Cogen Technologies. Das Unternehmen baute Kraftwerke günstiger als die bisherigen kommunalen und staatlichen Versorgungsunternehmen. Bis 1998 ließ er fünf Kraftwerke errichten. Damit wurde Cogen das größte im Privatbesitz befindliche Energieunternehmen Amerikas. 1998 verkaufte McNair drei seiner Kraftwerke in New Jersey (Linden, Bayonne, Camden) an den expandierenden Enron-Konzern für 1,4 Milliarden Dollar.
Daneben gründete er The McNair Group, später Mc Nair Interests. In diesem Unternehmen wurden die Investment und Immobilien und sonstigen wirtschaftlichen Aktivitäten gebündelt.
Anfang der 1990er Jahre begann Bob McNair Interesse am Erwerb eines NFL-Franchise zu zeigen, unter anderem für die Miami Dolphins nach dem Tod von Joe Robbie 1990. Ausgelöst durch die Kontroverse um den Umzug der Cleveland Browns nach Baltimore 1995 und des im Nachgang dazu erteilten Erweiterungsfranchise für die Baltimore Ravens, beschlossen die NFL-Teambesitzer die Anzahl der Teams auf 32 zu erhöhen. Um dieses neue Franchise bewarben sich verschiedene Syndikate, unter anderem aus dem favorisierten Los Angeles. Im Rahmen der Bewerbung gründete McNair deshalb 1998 die Houston NFL Holdings. Er setzte sich schließlich gegen die Mitbewerber durch und erwarb für 700 Millionen Dollar am 6. Oktober 1999 das Franchise. Das Team nahm zur Saison 2002 den Spielbetrieb auf. Es gelang ihm den Super Bowl XXXVIII 2004 und den Super Bowl LI 2017 im NRG Stadium in Houston durchzuführen.
1994 gründete er das Gestüt Stonerside Stable in Paris (Kentucky). Die gezüchteten Pferde waren sehr erfolgreich. 2000 gewann das auf dem Gestüt gezüchtete Fusaichi Pegasus das Kentucky Derby. 2008 verkaufte er das Gestüt an Muhammad bin Raschid Al Maktum, Emir von Dubai.
Bob und Janice McNair waren daneben philanthropisch und lokal aktiv. 1988 gründeten sie die The Robert and Janice McNair Foundation in Houston, 1989 die Robert and Janice McNair Educational Foundation in Forrest City und 2001 die Houston Texans Foundation. Damit wurden verschiedenste Programme in Bildung und Wissenschaft an Universitäten und Colleges in South Carolina und Texas gefördert. Daneben saß er unter anderem im Aufsichtsrat der Rice University, des Baylor College of Medicine, dem Texas Heart Institute, der Houston Grand Opera, dem Museum of Fine Arts Houston und den Federal Reserve Banken in Dallas und Houston. Ab 2007 unterstützte er die medizinische Forschung mit der Einrichtung des McNair Medical Institute sowie der Finanzierung der Forschung in den Bereiche Diabetes, Krebs und Neurowissenschaften. Er unterstützte Politiker der Republikanischen Partei, insbesondere Mitch McConnell
McNair erkrankte 1994 an Hautkrebs und kämpfte bereits seit mehreren Jahren mit Zellerkrankungen und lymphatischer Leukämie. Er verstarb am 23. November 2018 in einem Krankenhaus in Houston. Das Ehepaar McNair hatte vier Kinder, Ruth McNair Smith, Robert Cary McNair Jr., Daniel Calhoun “Cal” McNair und Melissa Eileen McNair. Cary McNair übernahm die Führung der McNair Interests, während Cal McNair die operative Leitung der Houston Texans übernahm.
2015 wurde sein Vermögen durch Forbes auf 3,8 Milliarden US-Dollar geschätzt.